# San Vito di Leguzzano
San Vito di Leguzzano ist eine nordostitalienische Gemeinde (comune) mit 3542 Einwohnern (Stand 31. Dezember 2023) in der Provinz Vicenza in Venetien. Sie liegt etwa 19,5 Kilometer nordwestlich von Vicenza und westlich des Astico. Bis 1867 hieß die Gemeinde nur San Vito. Seit 1998 besteht eine Partnerschaft mit Altdorf (Niederbayern).